# Чемал (река)
Чема́л — река в Чемальском районе Республики Алтай, Россия. Длина — 54 км. Площадь водосборного бассейна — 952 км².
Река берёт своё начало из небольшого озера, расположенного на высоте 1888 м, на северном склоне горы Таманел (2254 м), хребта Куминские белки. Близ одноимённого села в Чемал впадает река Куба, а через 7 км сам Чемал впадает в Катунь.
На реке стоит единственная в Горном Алтае гидроэлектростанция, построенная в 1935 году. В долине реки, особенно в её нижнем течении находится множество кемпингов и туристических баз.

## Притоки
- 8 км: Куба (пр)
- Эрлогол (пр)
- Средний Берулу (лв)
- Верхний Берулу (лв)
- Уожан (Эрлогол) (пр)
- Нижняя Кушкула (лв)
- Верхняя Кушкула (лв)
- Керсагал (пр)
- Нижний Шаркой (лв)
- Верхний Шаркой (лв)
- Чибилик (пр)
- Куш (лв)
- 38 км: Енгожок (пр)
- Кологош (лв)
- Иташаур (лв)
- Кызылгак (лв)

## Данные водного реестра
По данным государственного водного реестра России относится к Верхнеобскому бассейновому округу, водохозяйственный участок реки — Катунь, речной подбассейн реки — Бия и Катунь. Речной бассейн реки — (Верхняя) Обь до впадения Иртыша.